# Beleg van Akko (1291)
Het Beleg van Akko vond plaats tussen 6 april en 28 mei 1291. Hierbij werd de stad Akko, gelegen in hedendaags Israël, ingenomen door de mammelukken. Het was het laatste bolwerk van de kruisvaardersstaat Jeruzalem, verlies betekende het einde van het kruisvaarderstijdperk in de Levant.

## Achtergrond
Na de overgave van Jeruzalem in 1187 ontstond het rompkoninkrijk Jeruzalem, het omvatte een aantal kuststeden met als hoofdstad Akko. In 1244 was Jeruzalem definitief verloren. 
Na 1250 werd de druk alleen maar groter toen een nieuwe mammelukse sultan, Baibars, aan de macht kwam. Vanaf 1265 vielen de steden Caesarea, Haifa en Arsuf in handen van de sultan, gevolgd door Antiochië in 1268. In 1271 veroverde hij de kruisvaardersburchten Chastel Blanc  en  Krak des Chevaliers. De verwoede pogingen van koning Eduard I van Engeland om dit te verhinderen waren tevergeefs. Vanaf 1272 trok koning Hendrik II van Jeruzalem zich terug op Cyprus vanwege de dreigende situatie. Hij liet het regentschap over aan Filips van Ibelin en later aan Amalrik van Tyrus, zijn broer.

## Het beleg
Al werd er een 10-jarig vredesverdrag ondertekend met de mammelukse sultan Qalawun, niemand had er rekening mee gehouden dat hij zou overlijden in november 1290. Zijn zoon Al-Ashraf Khalil, die hem opvolgde, wilde het koninkrijk Jeruzalem helemaal van de kaart vegen.
Het beleg van Akko begon op 6 april en de kruisvaarders zouden zes weken standhouden. De stad had 40.000 inwoners, waarvan 15.000 soldaten. Versterkingen van 2.000 man waren onderweg vanuit Cyprus.
Een cruciaal moment was op 16 mei toen tempeliermeester Willem van Beaujeu zijn zwaard liet vallen en wegliep van de muur. Hij riep "Ik loop niet weg, ik ben dood" en verwees naar zijn wond. Tot de 28e wisten de overige Tempeliers en soldaten het hoofdkwartier vast te houden, maar toen was het beleg gedaan. Hendrik die met zijn 2000 soldaten uit Cyprus was gekomen, was al gevlucht naar Cyprus.